# Michael Venturi
Michael Venturi (Rimini, 23 gennaio 1999) è un calciatore italiano, difensore del Venezia.

## Carriera
Venturi è nato a Rimini ed ha iniziato la sua carriera nelle giovanili di Spezia e Forlì; con quest'ultimo club ha inoltre esordito tra i professionisti, giocando una partita nella Coppa Italia Lega Pro 2016-2017. Nel 2017 è passato alla Sammaurese dove ha debuttato in Serie D e l'anno seguente è stato messo sotto contratto dal Carpi, club di Serie B. Dopo due anni in prestito a Gozzano e Fermana, nella stagione 2020-2021 è stato confermato in rosa ed ha disputato un campionato da titolare, in Serie C.
Il 10 agosto 2021 si è trasferito al Cosenza, con cui ha successivamente debuttato in Serie B. Conclude la sua esperienza in rossoblu dopo quattro stagioni, in cui collezione 96 presenze e 3 reti complessive.
Il 13 agosto 2025 viene acquistato a titolo definitivo dal Venezia, con cui sottoscrive un accordo triennale.

## Statistiche

### Presenze e reti nei club
Statistiche aggiornate al 13 maggio 2025.
| Stagione        | Squadra         | Campionato      | Campionato | Campionato | Coppe nazionali | Coppe nazionali | Coppe nazionali | Coppe continentali | Coppe continentali | Coppe continentali | Altre coppe | Altre coppe | Altre coppe | Totale | Totale | Totale |
| Stagione        | Squadra         | Comp            | Pres       | Reti       | Comp            | Pres            | Reti            | Comp               | Pres               | Reti               | Comp        | Pres        | Reti        | Pres   | Reti   |        |
| --------------- | --------------- | --------------- | ---------- | ---------- | --------------- | --------------- | --------------- | ------------------ | ------------------ | ------------------ | ----------- | ----------- | ----------- | ------ | ------ | ------ |
| 2016-2017       | Forlì           | LP              | 0          | 0          | CI+CI-LP        | 0+1             | 0               | -                  | -                  | -                  | -           | -           | -           | 1      | 0      |        |
| 2017-2018       | Sammaurese      | D               | 33         | 0          | CI-D            | 0               | 0               | -                  | -                  | -                  | -           | -           | -           | 33     | 0      |        |
| 2019-2020       | Fermana         | C               | 4          | 0          | CI+CI-C         | 0+1             | 0               | -                  | -                  | -                  | -           | -           | -           | 5      | 0      |        |
| 2020-2021       | Carpi           | C               | 34         | 1          | CI              | 1               | 0               | -                  | -                  | -                  | -           | -           | -           | 35     | 1      |        |
| 2021-2022       | Cosenza         | B               | 15+2       | 0          | CI              | 1               | 0               | -                  | -                  | -                  | -           | -           | -           | 18     | 0      |        |
| 2022-2023       | Cosenza         | B               | 17+1       | 0          | CI              | 1               | 0               | -                  | -                  | -                  | -           | -           | -           | 19     | 0      |        |
| 2023-2024       | Cosenza         | B               | 30         | 2          | CI              | 1               | 0               | -                  | -                  | -                  | -           | -           | -           | 31     | 2      |        |
| 2024-2025       | Cosenza         | B               | 28         | 1          | CI              | 0               | 0               | -                  | -                  | -                  | -           | -           | -           | 28     | 1      |        |
| Totale Cosenza  | Totale Cosenza  | Totale Cosenza  | 90+3       | 3          |                 | 3               | 0               |                    | -                  | -                  |             | -           | -           | 96     | 3      |        |
| 2025-2026       | Venezia         | B               | -          | -          | CI              | -               | -               | -                  | -                  | -                  | -           | -           | -           | -      | -      |        |
| Totale carriera | Totale carriera | Totale carriera | 164        | 4          |                 | 6               | 0               |                    | -                  | -                  |             | -           | -           | 170    | 4      |        |